# Maurus Kallina

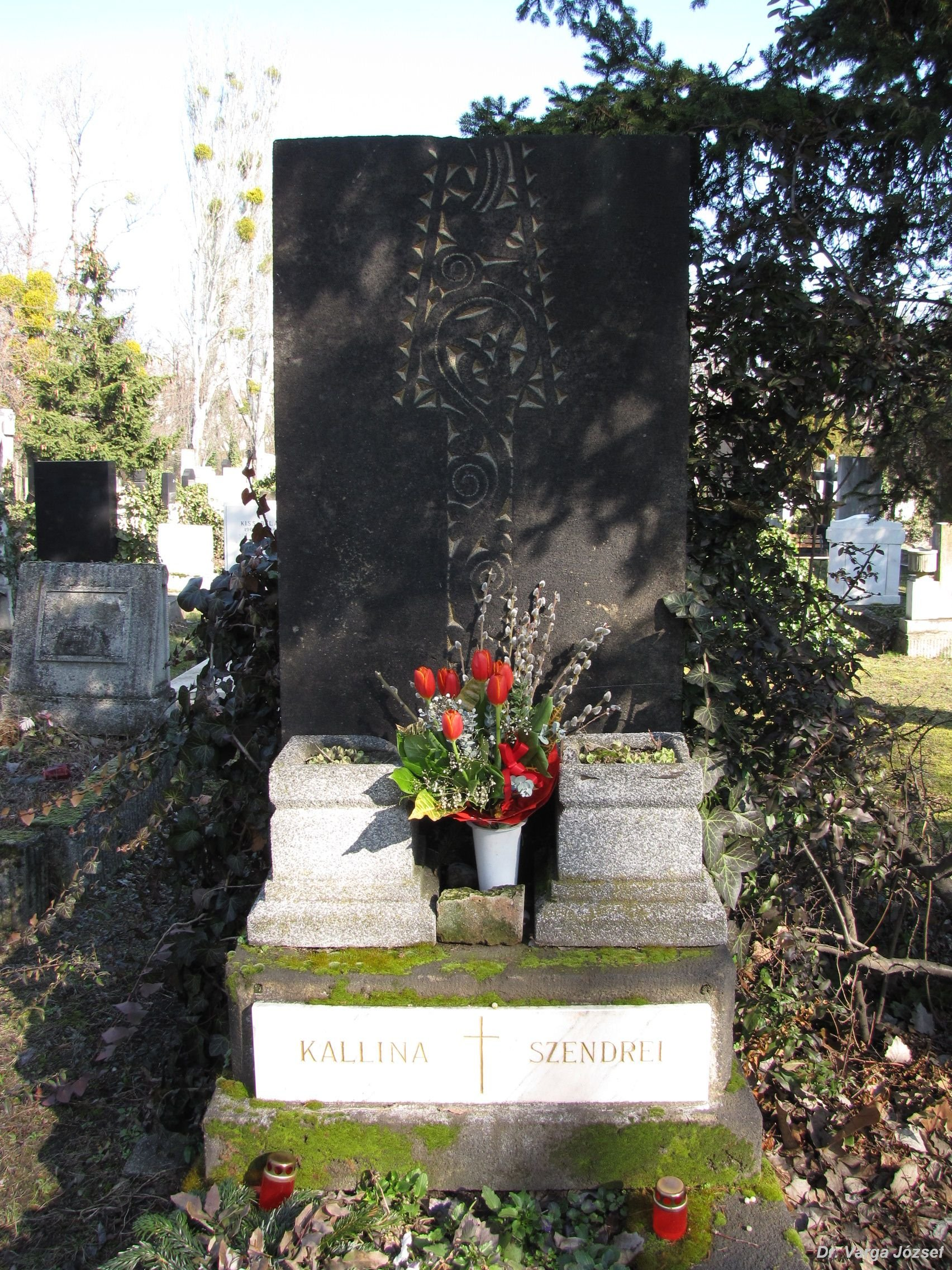
Grabmal von Maurus Kallina am Kerepesi Friedhof in Budapest

Maurus Kallina (* 17. September 1844 in Velká Bíteš, Kaisertum Österreich; † 4. Mai 1913 in Budapest, Österreich-Ungarn) war ein österreichisch-ungarischer Architekt.

## Leben
Kallina besuchte das Prager Polytechnikum und anschließend von 1867 bis 1869 die Akademie der bildenden Künste Wien. In Wien wurde er Mitarbeiter von Otto Wagner, der ihn als Bauleiter nach Budapest schickte, um dort die Synagoge in der Rumbach utca zu errichten. Kallina blieb darauf in Budapest und machte sich 1874 selbstständig. Von 1900 bis 1910 arbeitete er mit dem Architekten Aladár Arkay in einer Bürogemeinschaft zusammen.

## Werke
- National-Turnhalle, Budapest
- Verteidigungsministerium, Budapest
- Honved-Oberkommando, Budapest
- Evangelische Kirche im Burgviertel (Budapest)
- Redoute, Budapest (gemeinsam mit Aladár Arkay)
- Architektur des Gellert-Denkmals, Budapest (zusammen mit Aladár Arkay)

Außerdem errichtete Kallina u. a. Privathäuser in Budapest und Landhäuser in Beclean und Vărădia im heutigen Rumänien.

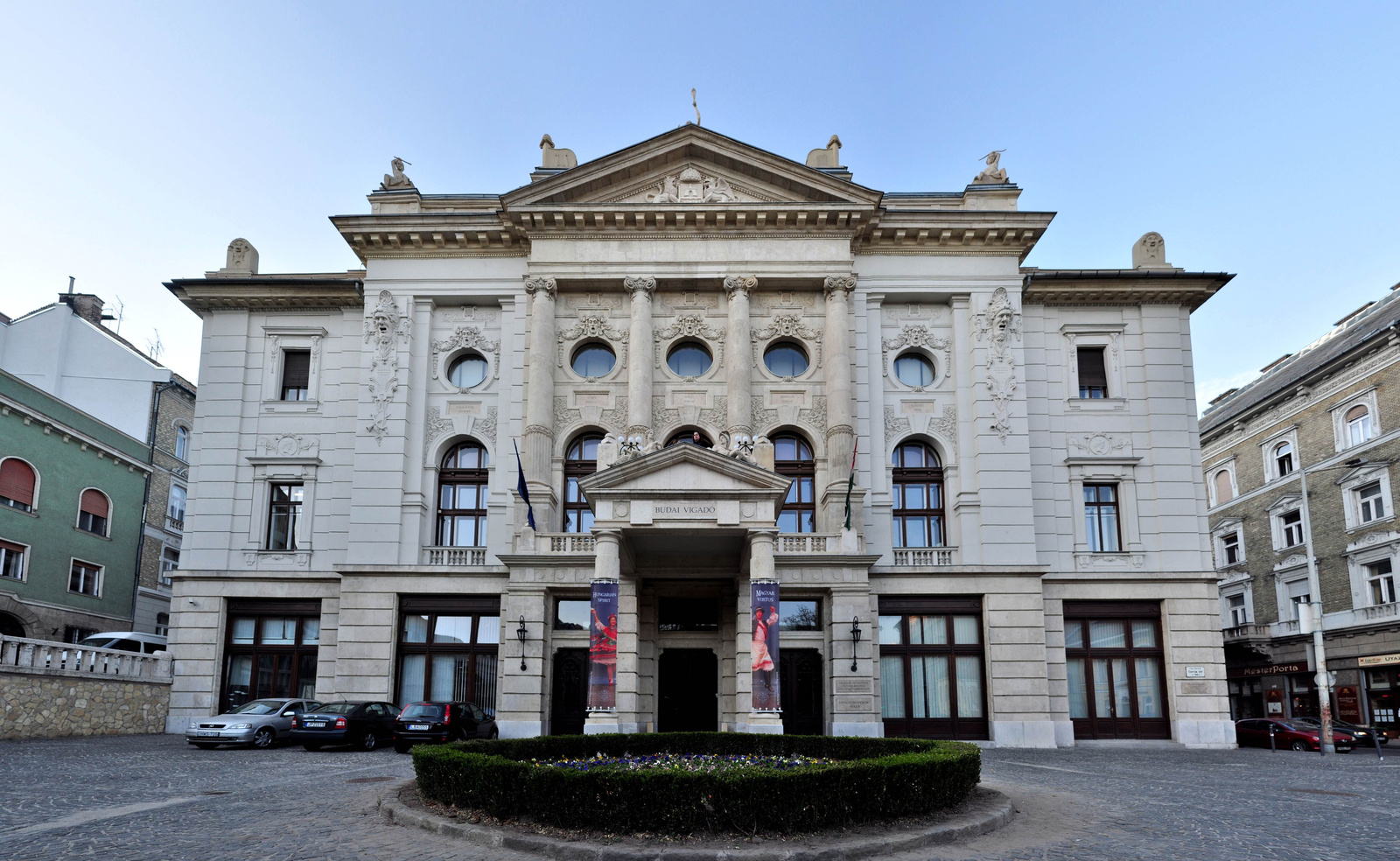
Budaer Redoute (1899)
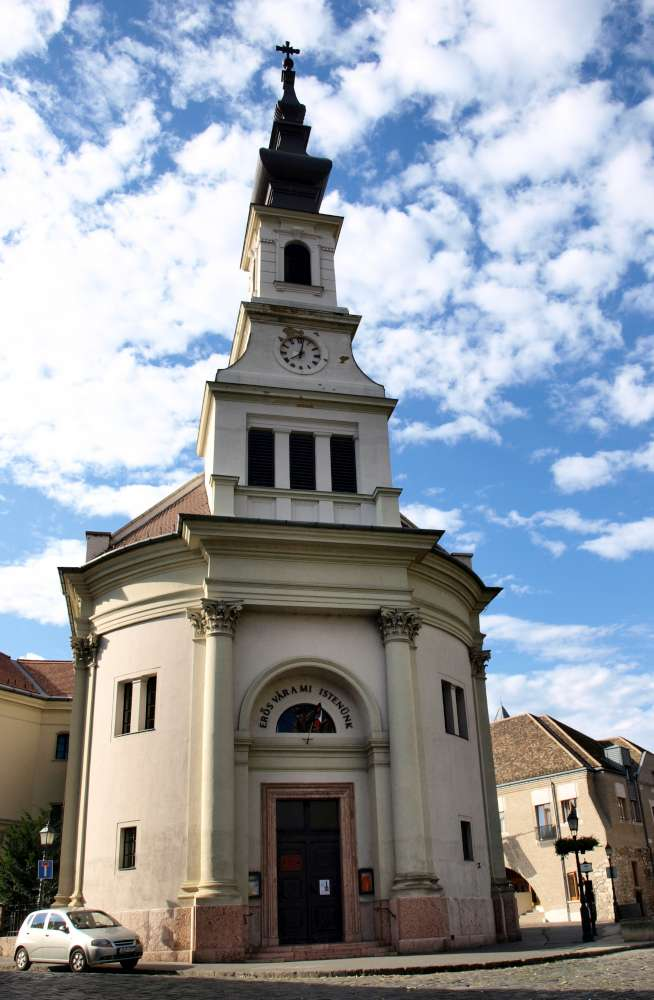
Evangelische Kirche im Burgviertel, Budapest (1895)
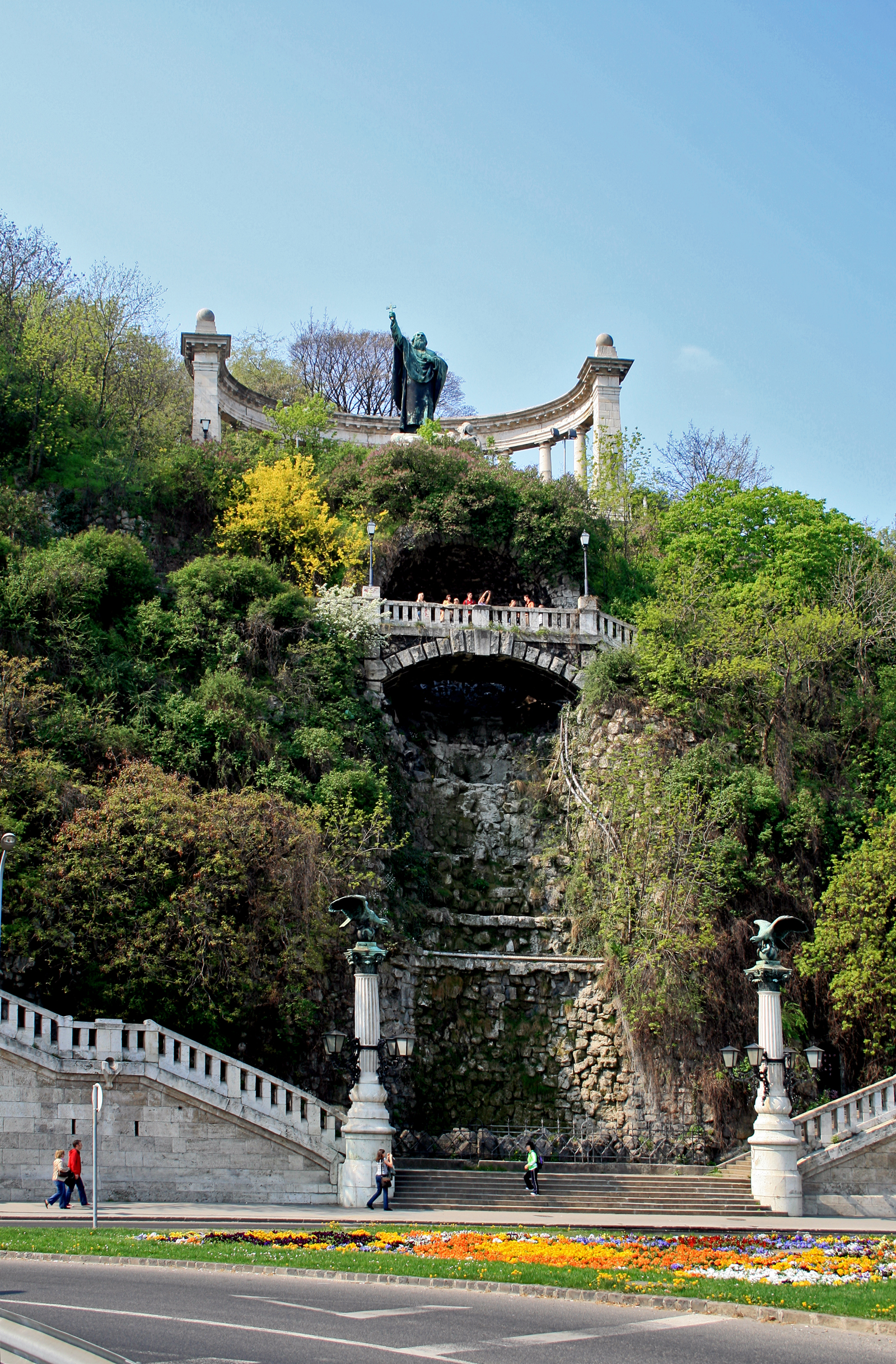
Gellért-Denkmal, Budapest